# Глазевіц
Глазевіц (нім. Glasewitz) — громада в Німеччині, розташована в землі Мекленбург-Передня Померанія. Входить до складу району Росток. Складова частина об'єднання громад Гюстров-Ланд.
Площа — 15,55 км2. Населення становить 436 ос. (станом на 31 грудня 2020).